# Давронжон Ергашев
Давронжон Содирович Ергашев (тадж. Даврончон Содирович Эргашев; нар. 19 березня 1988, Шайдон, Таджицька РСР) — таджицький футболіст, центральний захисник «Худжанда». Виступав за національну збірну Таджикистану.

## Клубна кар'єра

### «Істіклол»
Вихованець клубу «Худжанд». У чемпіонаті Таджикистану грав у складі «Худжанда», «Регар-ТадАЗу» та «Істіклолу». По завершенні контракту з останнім з вище вказаних клубів у лютому 2013 року відправився на перегляд в павлодарський «Іртиш».

### «Жетису»
Перед початком сезону 2013 підписав контракт з «Жетису», за який дебютував 9 березня 2013 року в поєдинку проти «Кайрата».

### «Габала»
У січні 2014 року прибув на перегляд у клуб азербайджанської Прем'єр-ліги «Габала», з яким 25 січня 2014 року підписав 6-місячний контракт.

### Повернення в «Жетису»
Після закінчення контракту з «Габалою» повернувся до «Жетису».

### «Тараз»
У червні 2016 року залишив «Істіклол» й повернувся у казахстанську Прем'єр-лігу, де підписав контракт з «Таразом». У січні 2017 року продовжив контракт ще на один рік і до кінця сезону 2017 виступав за команду.

### «Худжанд»
29 січня 2019 року, після 10-річної перерви, підписав контракт з «Худжандом».

### «Буньодкор»
8 січня 2020 року «Буньодкор» оголосив про підписання Давронжона Ергашева.

### «Металург» (Бекабад)
24 грудня 2023 року підписав контракт з «Металургом» (Бекабад).

### Друге повернення до «Худжанда»
20 липня 2024 року «Худжанд» оголосив про підписання контракту з Давронжоном Ергашевим до завершення сезону 2024 року.

## Кар'єра в збірній
У футболці національної збірної Таджикистану дебютував 2008 року. Грав за національну команду на Кубку виклику АФК 2008, 2010 та 2012.

## Статистика виступів

### Клубна
Станом на 1 грудня 2023 року
| Клубні виступи    | Клубні виступи    | Клубні виступи            | Ліга  | Ліга | Кубок | Кубок | Конт. кубок | Конт. кубок | Інші  | Інші | Загалом | Загалом |
| Сезон             | Клуб              | Ліга                      | Матчі | Голи | Матчі | Голи  | Матчі       | Голи        | Матчі | Голи | Матчі   | Голи    |
| ----------------- | ----------------- | ------------------------- | ----- | ---- | ----- | ----- | ----------- | ----------- | ----- | ---- | ------- | ------- |
| «Жетису»          | 2013              | Прем'єр-ліга Казахстану   | 28    | 1    | 0     | 0     | -           | -           | -     | -    | 28      | 1       |
| «Габала»          | 2013–14           | Прем'єр-ліга Азербайджану | 9     | 0    | 4     | 0     | -           | -           | -     | -    | 13      | 0       |
| «Жетису»          | 2014              | Прем'єр-ліга Казахстану   | 12    | 0    | 0     | 0     | -           | -           | -     | -    | 12      | 0       |
| «Жетису»          | 2015              | Прем'єр-ліга Казахстану   | 18    | 0    | 0     | 0     | -           | -           | -     | -    | 18      | 0       |
| «Жетису»          | Загалом           | Загалом                   | 30    | 0    | 0     | 0     | -           | -           | -     | -    | 30      | 0       |
| «Істіклол»        | 2016              | Вища ліга Таджикистану    | 6     | 0    | 0     | 0     | 4           | 0           | 1     | 1    | 11      | 1       |
| «Тараз»           | 2016              | Прем'єр-ліга Казахстану   | 14    | 1    | 0     | 0     | -           | -           | -     | -    | 14      | 1       |
| «Тараз»           | 2017              | Прем'єр-ліга Казахстану   | 20    | 0    | 1     | 0     | -           | -           | -     | -    | 21      | 0       |
| «Тараз»           | Загалом           | Загалом                   | 34    | 1    | 1     | 0     | -           | -           | -     | -    | 35      | 1       |
| «Істіклол»        | 2018              | Вища ліга Таджикистану    | 5     | 0    | 0     | 0     | 6           | 0           | 0     | 0    | 11      | 0       |
| «Худжанд»         | 2019              | Вища ліга Таджикистану    | 18    | 2    |       |       | 8           | 1           | -     | -    | 26      | 3       |
| «Буньодкор»       | 2020              | Суперліга Узбекистану     | 8     | 0    | 0     | 0     | 1           | 0           | -     | -    | 9       | 0       |
| «Буньодкор»       | 2021              | Суперліга Узбекистану     | 22    | 1    | 5     | 0     | -           | -           | -     | -    | 27      | 1       |
| «Буньодкор»       | 2022              | Суперліга Узбекистану     | 23    | 0    | 4     | 1     | -           | -           | -     | -    | 27      | 1       |
| «Буньодкор»       | 2023              | Суперліга Узбекистану     | 19    | 1    | 2     | 0     | -           | -           | -     | -    | 21      | 1       |
| «Буньодкор»       | Загалом           | Загалом                   | 72    | 2    | 11    | 1     | 1           | 0           | -     | -    | 84      | 3       |
| Усього за кар'єру | Усього за кар'єру | Усього за кар'єру         | 202   | 6    | 16    | 1     | 19          | 1           | 1     | 1    | 238     | 9       |

### У збірній

#### По роках
Станом на 1 червня 2022 року
| Національна збірна | Рік     | Матчі | Голи |
| ------------------ | ------- | ----- | ---- |
| Таджикистан        | 2008    | 5     | 0    |
| Таджикистан        | 2009    | 1     | 0    |
| Таджикистан        | 2010    | 7     | 0    |
| Таджикистан        | 2011    | 10    | 2    |
| Таджикистан        | 2012    | 6     | 1    |
| Таджикистан        | 2013    | 3     | 0    |
| Таджикистан        | 2014    | 4     | 1    |
| Таджикистан        | 2015    | 5     | 0    |
| Таджикистан        | 2016    | 5     | 2    |
| Таджикистан        | 2017    | 6     | 0    |
| Таджикистан        | 2018    | 1     | 0    |
| Таджикистан        | 2019    | 5     | 1    |
| Таджикистан        | 2020    | 3     | 1    |
| Таджикистан        | 2021    | 8     | 0    |
| Таджикистан        | 2022    | 3     | 0    |
| Загалом            | Загалом | 72    | 8    |

#### По матчах
| Дата      | Місто | Господарі   | Результат | Гості  | Турнір            | Голи | Примітки |
| --------- | ----- | ----------- | --------- | ------ | ----------------- | ---- | -------- |
| 15-6-2021 | Осака | Таджикистан | 4 – 0     | М'янма | Відбір до ЧС 2022 | -    |          |
| Усього    |       | Матчів      | 1         |        | Голів             | 0    |          |

#### Голи за збірну
Рахунок та результат збірної Таджикистану вказано на першому місці.
| №  | Дата              | Місце                                 | Суперник  | Рахунок | Результат | Змагання                            |
| -- | ----------------- | ------------------------------------- | --------- | ------- | --------- | ----------------------------------- |
| 1. | 23 березня 2011   | Національний футбольний стадіон, Мале | Камбоджа  | 2–0     | 3–0       | кваліфікація кубку виклику АФК 2012 |
| 2. | 29 березня 2011   | Сугатхадаса, Коломбо                  | Шрі-Ланка | 1–0     | 2–0       | Товариський матч                    |
| 3  | 5 вересня 2012    | Ауді Шпортпарк, Інгольштадт           | Катар     | 1–0     | 2–1       | Товариський матч                    |
| 4  | 8 серпня 2014     | Памір, Душанбе                        | Малайзія  | 1–0     | 4–1       | Товариський матч                    |
| 5. | 2 червня 2016     | Памір, Душанбе                        | Бангладеш | 5–0     | 5–0       | кваліфікація кубку АФК 2019         |
| 6. | 5 жовтня 2016     | Памір, Душанбе                        | Палестина | 2–2     | 3–3       | Товариський матч                    |
| 7. | 10 вересня 2019   | Футбольний центр МФФ, Улан-Батор      | Монголія  | 1–0     | 1–0       | кваліфікація чемпіонату світу 2022  |
| 8. | 12 листопада 2020 | Забіл, Дубай                          | ОАЕ       | 1–0     | 2–3       | Товариський матч                    |

## Досягнення
«Худжанд»
- Кубок Таджикистану
  -  Володар (1): 2008

«Істіклол»
- Вища ліга Таджикистану
  -  Чемпіон (3): 2011, 2016, 2018

- Кубок Таджикистану
  -  Володар (2): 2016, 2018

- Кубок президента АФК
  -  Володар (1): 2009

- Суперкубок Таджикистану
  -  Володар (3): 2011, 2012, 2016[7]